# USS Washington (BB-47)
La USS Washington (codice e numero d'identificazione BB-47) è stata una corazzata della classe Colorado della marina statunitense. Con la cancellazione della prima classe South Dakota,  le Colorado furono le ultime corazzate statunitensi ad entrare in servizio per quasi due decenni. La Washington non fu mai completata e nel 1924 fu affondata come nave bersaglio al largo dei Capi Virginia, Virginia.

## Storia

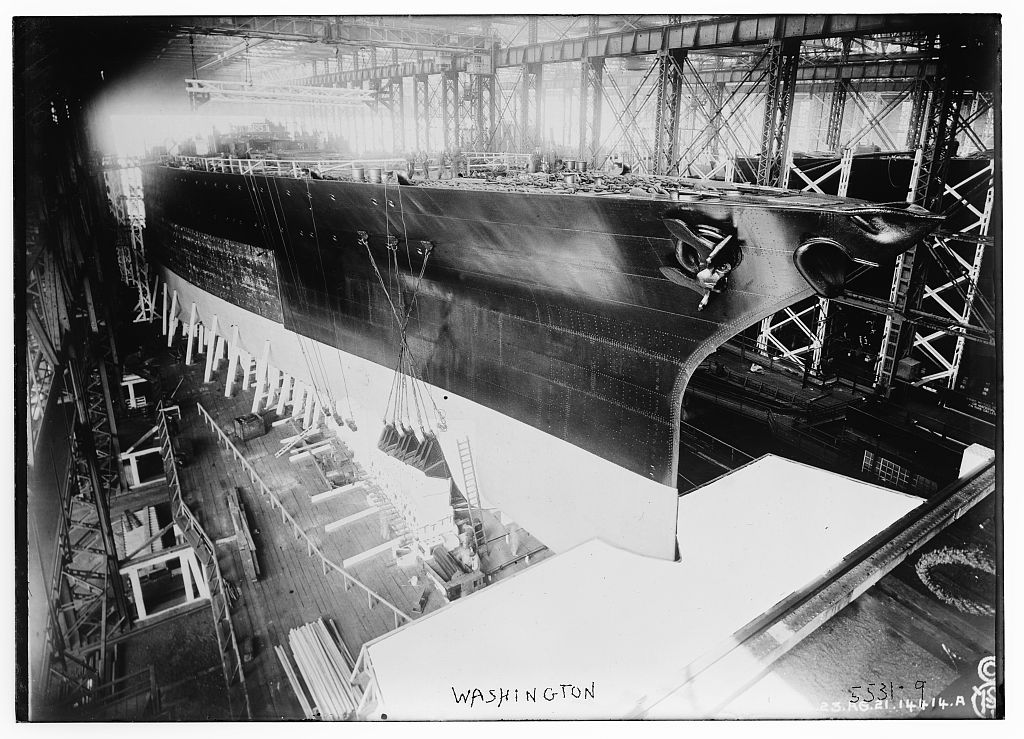
Inquadratura da prua dello scafo della Washington.

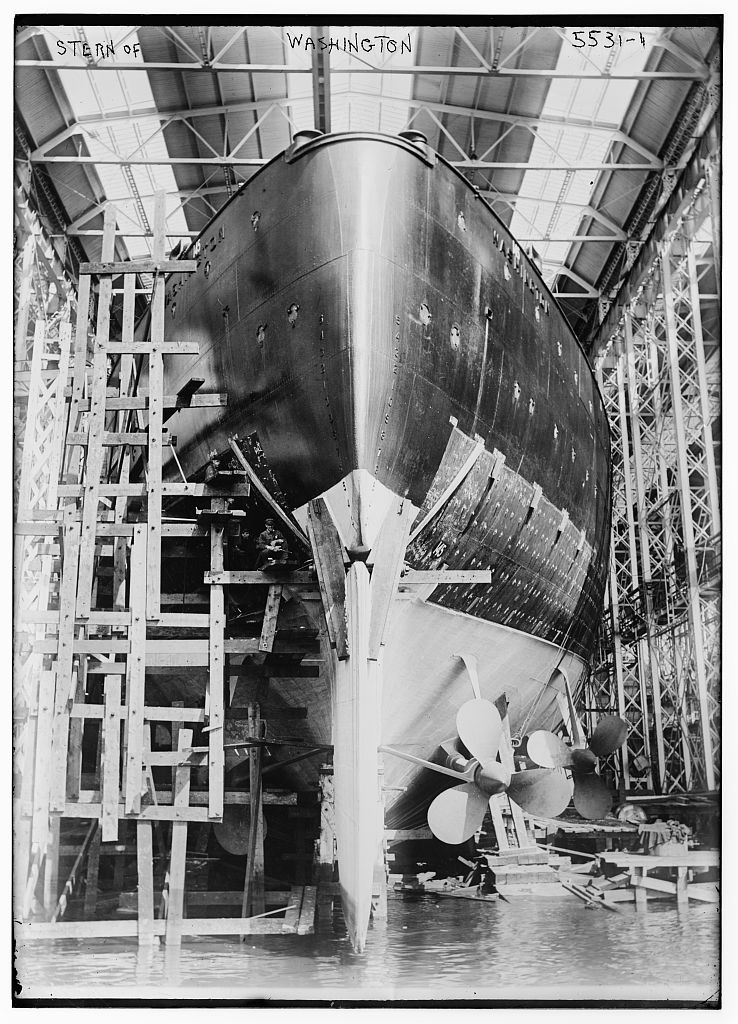
Inquadratura da poppa dello scafo della Washington. Notare la disposizione delle quattro eliche.

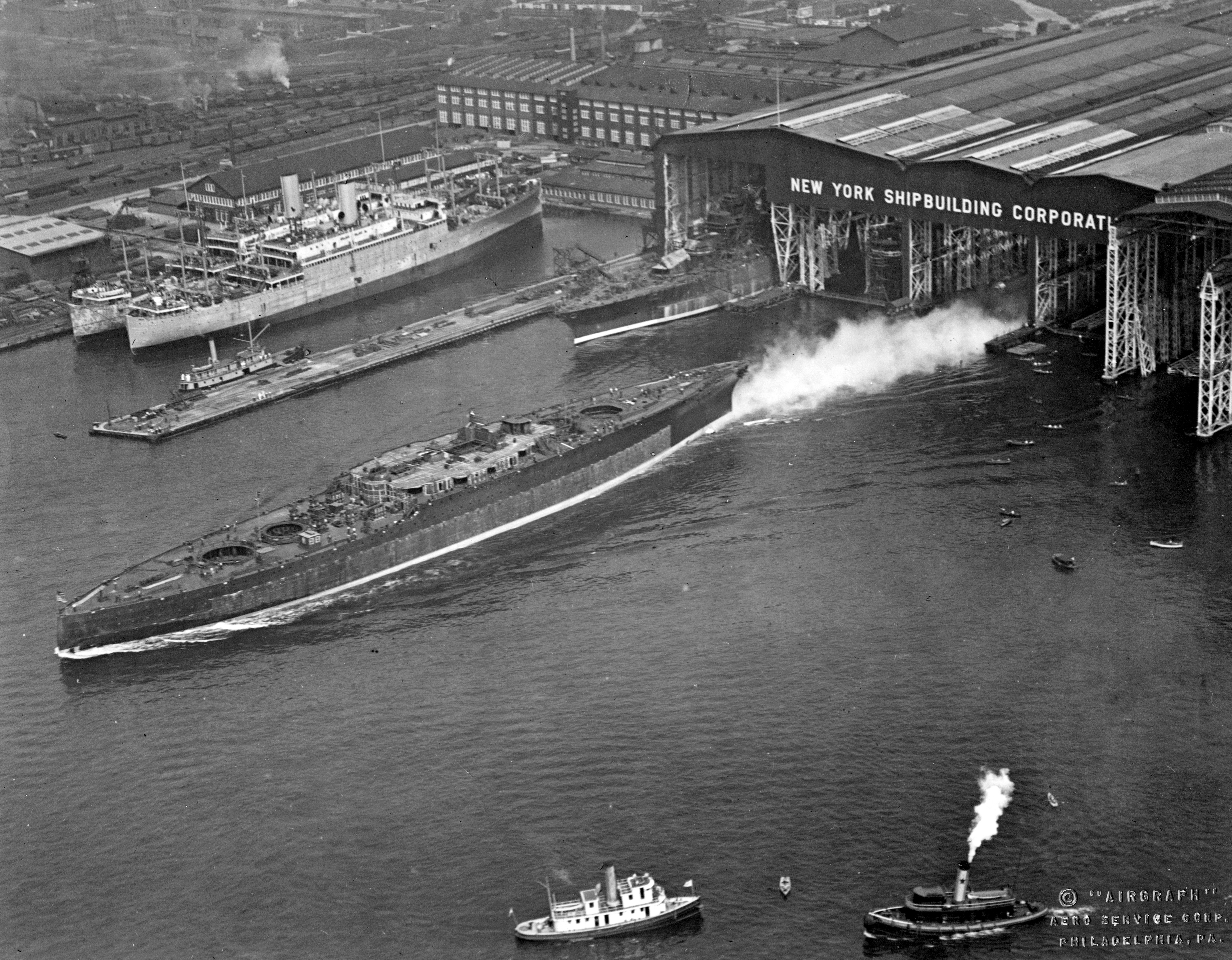
Il varo della Washington a Camden il 1 settembre 1921.

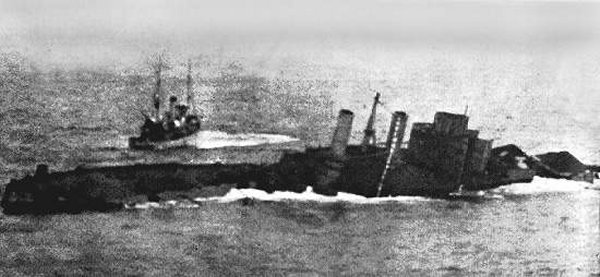
La Washington viene affondata dal fuoco di artiglieria al largo di Virginia Capes.

Nel 1916 fu completato il lavoro di progettazione della successiva classe di navi da battaglia che sarebbe stata costruita per la Marina degli Stati Uniti d'America a partire dal 1917. Queste navi erano quasi direttamente derivate della precedente classe Tennessee, con l'eccezione dell'armamento principale, che passò da dodici cannoni da 356 mm (14 pollici) a otto cannoni da 406 mm (16 pollici). La classe Colorado si rivelò essere l'ultima classe di corazzate di tipo standard completata. Con gli stanziamenti dell'anno fiscale 1917, a partire dal 18 ottobre 1916 iniziarono ad essere stanziati i fondi per la costruzione delle quattro navi da battaglia classe Colorado; sebbene la chiglia della Maryland non fu impostata che il 24 aprile 1917. Le altre tre corazzate, inclusa la Washington, non furono impostate fino al 1919-1920.
La nave da battaglia Washington, così battezzata in onore del 42º Stato dell'Unione, era l'ultima unità della sua classe. Ordinata il 17 gennaio 1917, fu impostata presso il cantiere navale New York Shipbuilding Corporation di Camden il 30 giugno 1919, a prima guerra mondiale terminata. La Washington (BB-47) fu varata il 1 settembre 1921 avendo come madrina la signorina Jean Summers, figlia dell'uomo politico John W. Summers, deputato al Congresso, designata dal governatore dello Stato di Washington Louis Folwell Hart.
La nave da battaglia era lunga complessivamente 190 m (624 piedi), aveva una larghezza di 29,72 m (97 piedi 6 pollici) e un pescaggio di 9,30 m (30 piedi 6 pollici). Il dislocamento di progetto era pari a 32.693 tonnellate lunghe (33.218 t), che saliva a 33.590 tonnellate lunghe (34.130 t) a pieno carico. La propulsione era assicurata da quattro motori turboelettrici General Electric azionati con vapore fornito da otto caldaie Babcock & Wilcox alimentate a petrolio. Il sistema di propulsione della nave aveva una potenza nominale di 28.900 cavalli all'albero (21.600 kW) per una velocità massima di 21 nodi (39 km / h; 24 mph). L'autonomia di crociera normale era di 8.000 nmi (15.000 km; 9.200 mi) a 10 nodi (19 km / h; 12 mph), ma con spazio aggiuntivo per il carburante che poteva essere utilizzato in tempo di guerra la sua autonomia poteva salire a 21.100 nmi (39.100 km; 24.300 mi) a 10 nodi. Il suo equipaggio era composto da 64 ufficiali e 1.241 tra sottufficiali e marinai.
L'armamento principale era composto da otto cannoni Mark 1 calibro 406/45 suddivisi in quattro torrette binate posizionate sulla linea centrale, due a prua e due a poppa, una sopra e una sotto l'altra. La batteria secondaria era composta da sedici cannoni calibro 127/51 mm, posizionati singolarmente in casematte raggruppate nella sovrastruttura a centro nave. L'armamento antiaereo era composto da otto cannoni calibro 76/23 mm, posti in supporti singoli dotati di alto angolo di elevazione. Come era consuetudine per le navi da battaglia dell'epoca, vi era un tubo lanciasiluri da 533 mm posizionato nello scafo sotto la linea di galleggiamento su ciascuna fiancata. La cintura corazzata principale aveva uno spessore di 203-343 mm, mentre il ponte corazzato principale era spesso fino a 89 mm. Le torrette della batteria principale avevano una protezione anteriore di 457 mm, mentre quella delle barbette era di 330 mm. La torre di comando aveva una protezione laterale di 406 mm.
L'8 febbraio 1922, due giorni dopo la firma del Trattato navale di Washington per la limitazione di tutti gli armamenti navali, tutti i lavori di costruzione della superdreadnought furono interrotti quando erano giunti al 75,9%. A quel punto sulla nave era già stata installata la protezione corazzata subacquea. Fu il contrammiraglio George W. McElroy, a capo di uno speciale comitato di ufficiali della marina, a determinare se dovesse essere la corazzata Washington o la West Wirginia ad essere completata secondo le clausole del nuovo trattato navale firmato alla conferenza sulla limitazione degli armamenti di Washington DC. Secondo il trattato gli Stati Uniti d'America potevano avere solo altre due navi di questa classe, con la Colorado in fase di completamento. La scelta del comitato cadde sulla West Virginia.
Posta in posizione di riserva fu deciso di affondare la Washington come nave bersaglio per rispettare i termini del trattato di Washington. A tale decisione si oppose l'esperto in questioni navali William Baldwin Shearer di New York che intentò una causa legale quando il Dipartimento della Marina emise l'ordine di affondare la corazzata, sostenendo che la distruzione della Washington non era richiesta dalle disposizioni di trattato. La data dell'affondamento era stata tenuta segreta, ma il signor Shearer, assistito dagli avvocati Martin J. McNamara e Wilton J. Lambert, chiese alla Corte Suprema di interrompere l'operazione finché il Congresso non avesse indagato. Nonostante l'obiezione di Shearer, che sosteneva che i firmatari del trattato sugli armamenti non lo avessero rispettato, la Corte Suprema stabilì che corazzata doveva essere distrutta entro il prossimo febbraio del 1925.
Nel novembre 1924 lo scafo della nave da battaglia fu preso a rimorchio, per essere utilizzato come bersaglio per l'artiglieria. Il primo giorno di test, la nave venne colpita da due siluri da 400 libbre (180 kg) e tre bombe da 1.000 kg che causarono lievi danni e un sbandamento di tre gradi. Successivamente a bordo fu fatta esplodere una carica da 400 libbre di TNT, ma la nave rimase a galla. Due giorni dopo, la nave fu colpita da quattordici proiettili da 356 mm sganciati da 4.000 piedi (1.200 m), ma solo uno penetrò all'interno dello scafo. La nave fu infine affondata il 25 novembre dalle navi da battaglia Texas e New York che spararono ulteriori quattordici proiettili da 356 mm. Dopo il test, si decise che la corazzatura del ponte esistente sulle corazzate era inadeguata e che le future navi da battaglia avrebbero dovuto essere dotate di triplo fondo, ovvero di una corazzatura subacquea a tre strati. All'atto dell'affondamento la costruzione della nave era costata 30 milioni di dollari.

### Annotazioni
1. ↑  Si trattava di 6 navi da battaglia dal dislocamento di 47.000 tonnellate, lunghe 208,5 m, armate con 12 cannoni da 406 mm e dotate di una velocità di 23 nodi.
2. ↑  Le unità della classe Colorado furono le ultime navi da battaglia dell'US Navy ad avere l'armamento principale suddiviso in torri binate. Le classi successive ebbero tutte torri trinate.

### Fonti
1. ↑  Friedman 1985, p. 146.
2. 1 2  Friedman 1985, p. 137.
3. 1 2 3 4 5 6 7 8 9 10 11 12 13 14  Friedman 1986, p. 118.
4. 1 2 3 4 5 6  NavSource Online: Battleship Photo Archive.
5. 1 2 3 4 5 6 7 8  Friedman 1985, p. 186.
6. 1 2  Friedman 1985, p. 445.
7. ↑  Ferguson 2007, p. 57.
8. ↑  Friedman 1985, p. 181.
9. ↑  Kearns, Morris 2011, p. 47.
10. ↑  Martin 1997, p. XI.
11. 1 2  The Evening Star.
12. ↑  New Britain Herald, New Britain, Conn. 1890-1976, 17 November 1924.